# Tobias Exxel
Tobias "Eggi" Exxel (* 27. února 1973) je baskytarista německé power metalové kapely Edguy, ke které se připojil v roce 1998. Před účinkování v Edguy působil jako kytarista v kapele Squealer. Během let 2000 – 2005 působil jako baskytarista i ve svém vlastním projektu Taraxacum.
7. dubna 2010 během vystoupení na Wacken Open Air předčasně opustil pódium kvůli narození jeho syna. 13. dubna se jemu a jeho přítelkyni narodilo jejich první dítě, syn Julian. Během Tobiasovi nepřítomnosti ho nahradil Markus Großkopf, baskytarista kapely Helloween.

## Diskografie

### Squealer
- Wrong Time, Wrong Place? (1995)
- The Prophecy (1999)

### Edguy
- Theater of Salvation (1999)
- The Savage Poetry (2000)
- Mandrake (2001)
- Burning Down the Opera (2003)
- Hall of Flames (2004)
- Hellfire Club (2004)
- Rocket Ride (2006)
- Tinnitus Sanctus (2008)
- Fucking with Fire: Live (2009)
- Age of the Joker (2011)
- Space Police: Defenders of the Crown (2014)

### Taraxacum
- Spirit of Freedom (2001)
- Rainmaker (2003)

### Pe Schorowsky
- Dreck und Seelenbrokat (2012)